# The Awakening of Bianca
The Awakening of Bianca è un cortometraggio muto del 1912 diretto da Charles Kent.

## Trama
Angelo e sua figlia Bianca sono due poveri immigranti italiani. Di Bianca si innamora Nicola, l'aiutante di Angelo nel suo piccolo commercio di frutta e verdura. Bianca, invece, sembra gradire la corte del barbiere senza rendersi conto che lui è interessato soprattutto ai suoi capelli, una splendida e folta chioma per cui un parrucchiere gli pagherebbe una grossa somma. Quando Angelo si ammala, Bianca si trova davanti a una difficile scelta se vuole trovare il denaro necessario per le cure mediche che servono al padre. Dalla sua bancarella, Nicola vede la ragazza entrare nel negozio dove il parrucchiere sta per tagliarle i meravigliosi capelli. Nicola riesce a bloccarlo, offrendo i propri risparmi a Bianca. Lei cerca di restituirglieli, ma lui le confessa il proprio amore. La giovane, che ora capisce la differenza fra lui e Giuseppe, accetta di condividere la vita con Nicola, felice di prendersi cura di lei e di suo padre.

## Produzione
Il film fu prodotto dalla Vitagraph Company of America.

## Distribuzione
Distribuito dalla General Film Company, il film - un cortometraggio in una bobina - uscì nelle sale cinematografiche statunitensi il 7 dicembre 1912.